# Tragulus javanicus
Il tragulo di Giava (Tragulus javanicus Osbeck, 1765) è una specie di artiodattilo della famiglia dei Tragulidi. Dal momento che da adulto raggiunge al massimo le dimensioni di un coniglio, è uno degli ungulati più piccoli del mondo. Vive nelle foreste dell'isola di Giava e, forse, di Bali. In passato venivano considerati sue sottospecie il più diffuso T. kanchil e il quasi sconosciuto T. williamsoni.

## Descrizione
Il tragulo di Giava è lungo solamente 40-47 cm. Ha testa piccola, occhi grandi, dorso arcuato e arti sottili con dita laterali più sviluppate che negli altri ruminanti; è privo di corna. Nei maschi i canini superiori sporgono dalle labbra quasi a sembrare piccole zanne. Il mantello è di color bruno-arancio; il ventre è bianco.

## Distribuzione e habitat
Come indica il nome, questo tragulo è endemico delle regioni occidentali e centrali di Giava, ma sulla base di un recente avvistamento, avvenuto nel 2006, alcuni studiosi ne ipotizzano la presenza anche a Bali, all'interno del Parco nazionale di Bali Barat. Come tutti gli altri traguli, anch'esso è un abitante delle foreste tropicali.

## Biologia
È un animale schivo ed esclusivamente notturno, che di giorno dorme in cavità degli alberi o in tane. Si nutre di foglie, arbusti, germogli e frutti caduti dagli alberi. Durante il periodo degli amori si muove in coppie, ma per il resto dell'anno è un animale solitario. La femmina 
partorisce un unico piccolo, già perfettamente formato, dopo 5 mesi di gravidanza.